# 姜桂
姜桂（1459年—16世紀），字廷秀，號文峯，江西饒州府安仁縣人，明朝政治人物。

## 生平
姜桂是蘇州府知府姜志之孫，弘治五年（1492年）中江西鄉試第五十名舉人，弘治十二年（1498年）成進士，獲授邵武知縣，轉任工部主事、員外郎。期間劉瑾曾有事找他援助，他堅持正直，決志不答應，結果本來選任蘇州知府而遭對方瑾改選柳州。
在柳州知府任內，姜桂有廉明稱譽，興利革弊不貪求金錢，人們都感激他，後來劉瑾敗亡，朝廷大臣互相推薦他，他卻以老致仕，一時間獲得敬重。

## 家族
曾祖姜志，通判；祖姜䡕；父姜霖。母胡氏。永感下。弟镐、镇。

## 引用
1. 1 2  民國《麻城縣志·卷九·耆舊志一》：姜桂，字廷秀，號文峯，志之孫，宏治己未進士，任紹【邵】武知縣、工部主事、員外郎，陞柳州知府，以廉明公慎著。初桂為主事，奄劉瑾求桂為援，桂決志不從，以從鯁直拒瑾，已選蘇州而瑾改選柳州；興利革弊，百廢具舉，不私一錢，民懷其德，及瑾敗，廷僚交薦，以老致仕，一時咸高其行。
2. ↑  同治《安仁縣志·卷二十五》：宏治五年壬子科（舉人） 姜桂 己未進士
3. ↑  龚延明主编. . 宁波: 宁波出版社. 2016. ISBN 978-7-5526-2320-8. 《天一閣藏明代科舉錄選刊.登科錄》之《弘治十二年己未科進士登科錄》